# Package on package
A tok a tokon (angolul: package on package, PoP) egy integrált áramkörök tokozására szolgáló módszer, amelyben diszkrét elemeket fognak össze vertikálisan egyetlen egységbe, és ahol az elemek golyómátrix (BGA, Micro-FCBGA) csatlakozású tokokba vannak szerelve. Ez más szavakkal vékony BGA tokok egymás tetejére való építését jelenti. Két vagy több tokozott alkatrészt helyeznek egymásra, az elemek egymás közötti összeköttetéseit szabványosan kialakított interfésszel biztosítva. Ez lehetővé teszi a nagyobb elemsűrűséget az elektronikai eszközökben. Ilyen egymásra épített csipeket használnak újabban az mobiltelefonokban, zsebszámítógépekben (PDA) és digitális fényképezőgépekben.

## Tipikus elrendezés
A PoP tokozásnak két széles körben használt konfigurációja létezik:
- memóriapakolás: két vagy több memóriacsip alkotja a csomagot, egymás tetejére szerelve
- vegyes logika-memória pakolás: logikai (CPU) tok alul, erre ráépítve a memória. Például a legalsó réteg lehet egy mobiltelefon egylapkás rendszere. A logikai áramkört tartalmazó tok helyezkedik el legalul, mert ennek több csatlakozása van az alaplaphoz.

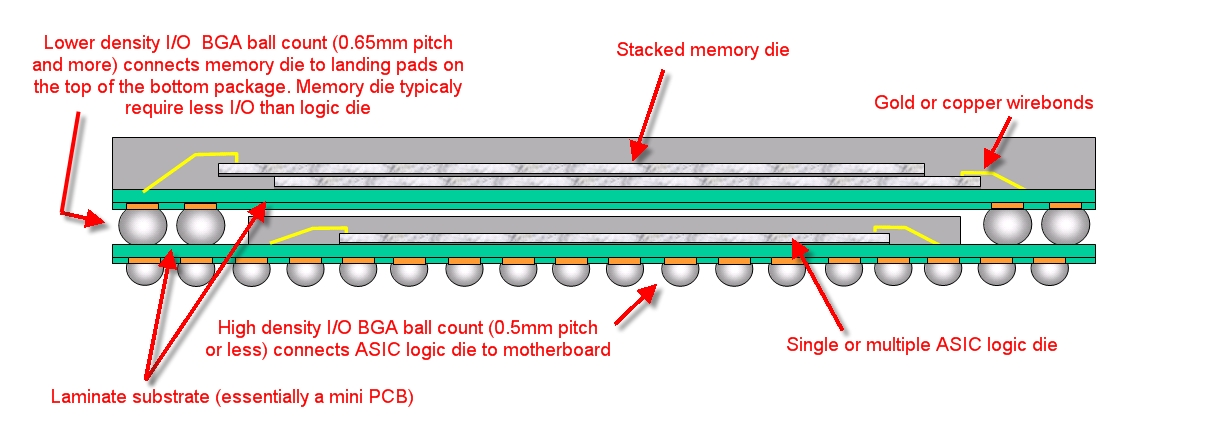
Tipikus logikai+memória PoP csomag; ilyen típusú tokokat a mobiltelefonok vagy hálózati modemek SoC-inél alkalmaznak 2005 óta

A szerelés során az alsó tokozás közvetlenül a nyomtatott áramkörhöz csatlakozik, a többi tok a legalsó alkatrészre vagy a következőre van forrasztva újraömlesztéses forrasztással, és az esetleges további kivezetések át vannak vezetve a legalsó csatlakozási rétegig.

## Előnyök
A többszörös tokozású technika a hagyományos tokozási technológiát igyekszik kombinálni a lapka-összeszerelési technikákkal, mindezek hátrányait elkerülve.
A hagyományos tokozás esetén minden egyes lapka a saját külön kis tokjába kerül, amiket az adott alkatrészeket használó, ezekhez tervezett nyomtatott áramkörre ültetnek rá, egy síkban, egymás mellé.
A három dimenziós system in package technikák több lapkát tartalmaznak egyetlen tokozásban, aminek számos előnye van, de ugyancsak vannak hátrányai is, a hagyományos nyomtatott áramköri szerelési technikákkal összehasonlítva.
A beágyazott PoP technikájú csipekben a legalsó réteg egy hordozó. Ez a PoP technológia kisebb méretű tokokat enged meg, rövidebb elektromos csatlakozásokkal. Ezt a technológiát számos cég támogatja, például az Advanced Semiconductor Engineering (ASE).

### A PoP előnyei az izolált csipes technológiával szemben
A legnyilvánvalóbb előny az elfoglalt felület csökkenése. A PoP alkatrész kevesebb helyet foglal a nyomtatott áramkörön.
Elektromosan a PoP előnye a minimalizált úthossz a különböző együttműködő részek, például a vezérlő és a memória között. Ez jobb elektromos teljesítményt eredményez az eszközökben, mivel a rövidebb út a csatlakozó végpontok között a jelek gyorsabb terjedését vonja magával, a zavarás és áthallás szintje is csökken.

### A PoP előnyei a lapkákat egymásra helyező technikával szemben
Az egymásra épített lapkák és az egymásra halmozott tokok alkalmazása között jelentős különbségek vannak.
A többszörös tokozású eszközökben a memória elkülönül a logikai eszköztől, ez pedig pénzügyi előnyökkel jár. Ezáltal a PoP technika megadja mindazokat az előnyöket, amit a hagyományos tokozás nyújt az egymásra helyezett lapkákat alkalmazó termékekkel szemben:
- A memóriatokozás a logikai tokozástól külön tesztelhető
- Csak a „letesztelt jó” csomagokat kell felhasználni a végső összeszereléskor (egy rossz memória miatt nem kell az egész összeállítást kidobni).

- Mivel a memória csak a végső összeállításnál kerül a képbe, a logikai áramkörök beszállítóinak nem kell beszerezniük a memóriákat. Az egymásra épített lapkák esetében a logika beszállítója memóriaostyákat vásárol a memóriaszállítótól.

## JEDEC szabványosítás
- A JEDEC JC-11 bizottság foglalkozik a PoP tokozások legalsó rétegének kivezetési / alaprajzi szabványaival. Lásd: MO-266A dokumentumok és JEDEC 95 publikáció, tervezési útmutató (Design Guide) 4.22.
- A JEDEC JC-63 bizottság foglalkozik a felső (memória) PoP tokozás lábkiosztásának szabványosításával. Lásd: JEDEC szabvány No. 21-C, 3.12.2 – 1 lap.

## Egyéb elnevezések
A „tok-a-tokon” technika más neveken is ismert:
- PoP: az egymásra épített alsó és felső rétegekre vonatkozik
- PoPt: a legfelső rétegre vonatkozik
- PoPb: a legalsó rétegre vonatkozik
- PSvfBGA: az alsó tokozásra vonatkozik: Package Stackable Very thin Fine pitch Ball Grid Array[3]
- PSfcCSP: az alsó tokozásra vonatkozik: Package Stackable Flip chip Chip Scale Package

## Szabadalmak
A PoP tokozási technológiára a következő szabadalmak vonatkoznak (a lista nem teljes):
- US7923830[4]

## Fordítás
Ez a szócikk részben vagy egészben  a   Package on package című angol Wikipédia-szócikk ezen változatának fordításán alapul.  Az eredeti cikk szerkesztőit annak laptörténete sorolja fel. Ez a jelzés csupán a megfogalmazás eredetét és a szerzői jogokat jelzi, nem szolgál a cikkben szereplő információk forrásmegjelöléseként.